# Gravissimum supremi (breve apostolico)
Gravissimum supremi è un breve apostolico di Papa Pio IX del 12 febbraio 1866, con il quale stabilì lo statuto della comunità degli scrittori della rivista La Civiltà Cattolica.
Nel breve il Papa la dotò di un particolare statuto: stabilì che il periodico, destinato a difendere "con tutte le forze e incessantemente la religione cattolica con la sua dottrina e i suoi diritti", fosse redatto da un particolare Collegio di Scrittori che, designati dal Superiore Generale della Compagnia di Gesù, vivessero e lavorassero insieme in una propria casa.